# Eyl
Eyl es un pueblo en el norte de la región de Puntlandia de Somalia. Los clanes prominentes en el distrito son el Majeerteen y el Leelkase, ambos subclanes de Darod. 
Eyl se encuentra cerca de la península de Hafun, la ubicación de la mayoría de las víctimas de Somalia del tsunami del océano Índico de 2004. 

## Piratería
A partir de 2008 Eyl se ha convertido en un refugio de piratas, con más de una docena de buques que se encuentran secuestrados por tripulaciones de piratas. El gobierno de Puntlandia ha reconocido que son relativamente impotentes para detener las actividades de piratería.
El poblado de Eyl, alguna vez mísero, se ha desarrollado debido al beneficio que indirectamente recibe de los despojos como centro de las actividades piratas. Los habitantes no son extraños a las últimas innovaciones tecnológicas ya sea en celulares, ordenadores portátiles o automóviles. Incluso restaurantes han sido acomodados para los secuestrados. Entre los involucrados en las actividades hay quienes se especializan en las negociaciones y otros ejercen de contadores.